# Октябрський (Каменський міський округ)
Октя́брський (рос. Октябрьский) — селище у складі Каменського міського округу Свердловської області.
Населення — 83 особи (2010, 134 у 2002).
Національний склад станом на 2002 рік: росіяни — 95 %.